# Wau (län)
Wau är ett län (county) i Sydsudan. Det ligger i delstaten Western Bahr el Ghazal, i den västra delen av landet, 600 kilometer nordväst om huvudstaden Juba.